# Rosenvingeska huset
Rosenvingeska huset ligger på Västergatan 5 i Malmö. Huset uppfördes tidigast 1534 och är ett av de allra första exemplen på renässans i Skandinavien. Rosenvingehuset är en av de allra tidigaste renässansbyggnaderna i Skandinavien och representant för en borgerlig stadsarkitektur som ur flera aspekter är unik i norra Europa. I husets bottenvåning finns Malmös bäst bevarade rum från 1500-talet. Vackra väggmålningar visar här på den dåtida prakten i huset. Här finns också bevarad Nordens äldsta papperstapet, daterad till 1570-talet.

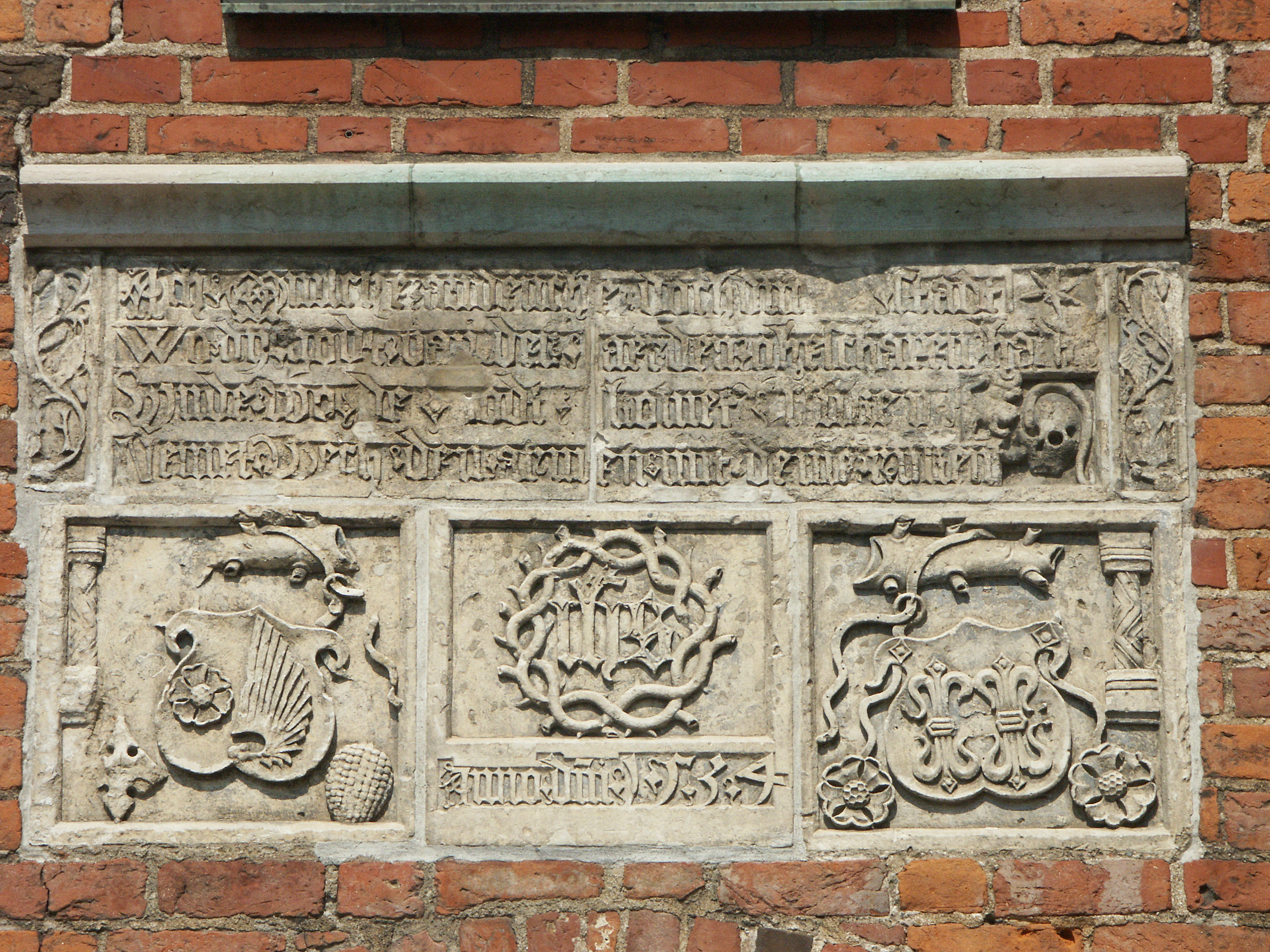
Vapentavlan från 1534 är huggen i dankalksten, även kallad kritsten eller bryozokalksten.

På en inskriptionstavla i sten står följande (fritt översatt från plattyska):
| ” | Ack människa, betänk din lott, Hur Gud av jord dig skapat blott, Hur döden smyger, tjuven lik, Och rycker bort både arm och rik. | „ |

Till vänster om texten ses rosen och vingen, vapnet för borgmästaren i Helsingör och Kristian II:s skrivare Mogens Jensen Rosenvinge. Till höger hustrun Anne Pedersdatters sköld med två liljor. Det var Anne som efter sin makes död flyttade till Malmö. Årtalet 1534 anger när hon flyttade in. Plattan kan dock vara något yngre än själva huset. Den nisch som den är inmurad i är nämligen upphuggen i en befintlig mur. Vapentavlan från 1534 är huggen i dankalksten, även kallad kritsten. Bryozokalksten, även benämnd limsten, är en kalksten som förekommer i Malmöområdet, framför allt i Limhamn. I Sverige benämns bryozokalksten också geologiskt Limhamnsledet och sedimenterades under tidsåldern Dan, det vill säga för ungefär 66-62 miljoner år sedan, direkt efter krittiden.
Byggnaden var ursprungligen uppdelad i två identiska lika, men spegelvända lägenheter. Delar man upp gatufasaden i två lika stora delar syns tydligt denna symmetri i de ursprungliga fönster- och dörröppningarna. I bottenvåningen ses två stora valvbågar. Här var från början inrättat handelsbodar med utbyggnader ut i gatan. 
I husets bottenvåning finns Malmös bäst bevarade rum från 1500-talet. Vackra väggmålningar visar här på den dåtida prakten i huset. Här finns också Nordens äldsta papperstapet bevarad. Denna är daterad till 1570-talet.
En av husets många ägare genom tiderna var konsuln och grosshandlaren Gustaf Adolf Hedman som 1856 inköpte hela gården och som 1873 lät uppföra det alltjämt bevarade trevåningshuset ut mot Norra Vallgatan, det så kallade Beijerska huset. 
I början av 1950-talet restaurerades huset på ett föredömligt sätt av G. & L. Beijer AB under ledning av bland annat Malmöforskaren Einar Bager.
Rosenvingehuset är byggnadsminne sedan 1993.